# Estado vasallo
Estado vasallo es el término con el que se designa comúnmente al Estado que está subordinado a otro, especialmente en el contexto del sistema internacional premoderno (anterior a la Edad Contemporánea).
El uso del término vasallo hace referencia al sistema feudal de relaciones de vasallaje entre señor feudal y vasallo en la Edad Media europea. Como quiera que esas relaciones eran esencialmente personales, la condición de vasallo propiamente se atribuiría al gobernante del Estado más que al Estado mismo (cuya misma entidad era de muy distinta naturaleza a la del Estado moderno). Ser vasallo implica las obligaciones de auxilium et consilium, es decir, de asistencia militar (o auxilio: auxilium) y apoyo político (o consejo: consilium).
A diferencia de lo que ocurría con las relaciones personales de vasallaje, la aplicación del concepto Estado vasallo se suele reservar a casos en que la relación entre el Estado dominante y el dominado es de clara desigualdad y subordinación, especialmente en el caso en el que a la asistencia militar se añade la obligación del pago de tributos. Este hecho suele dar lugar a la utilización del término de Estado tributario, que describe con más claridad tal relación. Es el caso de las parias que los reinos cristianos del norte peninsular obligaban a pagar a las taifas musulmanas durante la Reconquista (desde el siglo XI) y que podían convertirse en una relación aún más estrecha y describible con el término vasallaje, como fue el caso del Reino nazarí de Granada con la Corona de Castilla en los siglos XIV y XV.
Tanto el término Estado vasallo como el de Estado tributario se suelen reservar a épocas históricas anteriores a la Contemporánea, puesto que implican una contradicción con el concepto de soberanía propio del Estado moderno. Para los casos de Estados subordinados a otros en época contemporánea se suelen utilizar los términos de Estado satélite, Estado marioneta o gobierno títere, como por ejemplo en los regímenes colaboracionistas de la Europa ocupada por la Alemania nazi en la Segunda Guerra Mundial o las denominadas democracias populares del Bloque del Este vinculadas a la Unión Soviética de la época de la Guerra Fría. Igualmente, se pueden aplicar estos términos a numerosos estados de Asia, África y Latinoamérica respecto de las dos superpotencias de la Guerra Fría, Estados Unidos y la Unión Soviética, dándose el caso de una dependencia fundamentalmente económica, pero que, en caso de no plegarse los estados satélites a los intereses de los estados dominantes, provoca intervenciones militares, de inteligencia o bloqueos económicos.

## Antigua China
Desde la época de la dinastía Zhou (1046-770 a. C.) hasta la dinastía Han (206 a. C. - 220 d. C.), existía en la antigua China un número variable de Estados vasallos. Estos variaban en tamaño desde pequeñas ciudades hasta Estados vasallos que controlaban grandes extensiones de territorio, como los Estados de Chu y Qi. Uno de estos Estados vasallos iría a conquistar China y unirá al país bajo el primer emperador Qin Shi Huang.

## Imperio otomano
El Imperio otomano (1299-1923) controlaba una serie de Estados vasallos o tributarios en las zonas periféricas de su territorio. El vasallaje adoptó formas diferentes, con algunos de los Estados que incluso permitían elegir a sus propios líderes. Otros Estados pagaban tributo por sus tierras.